# Cubelo

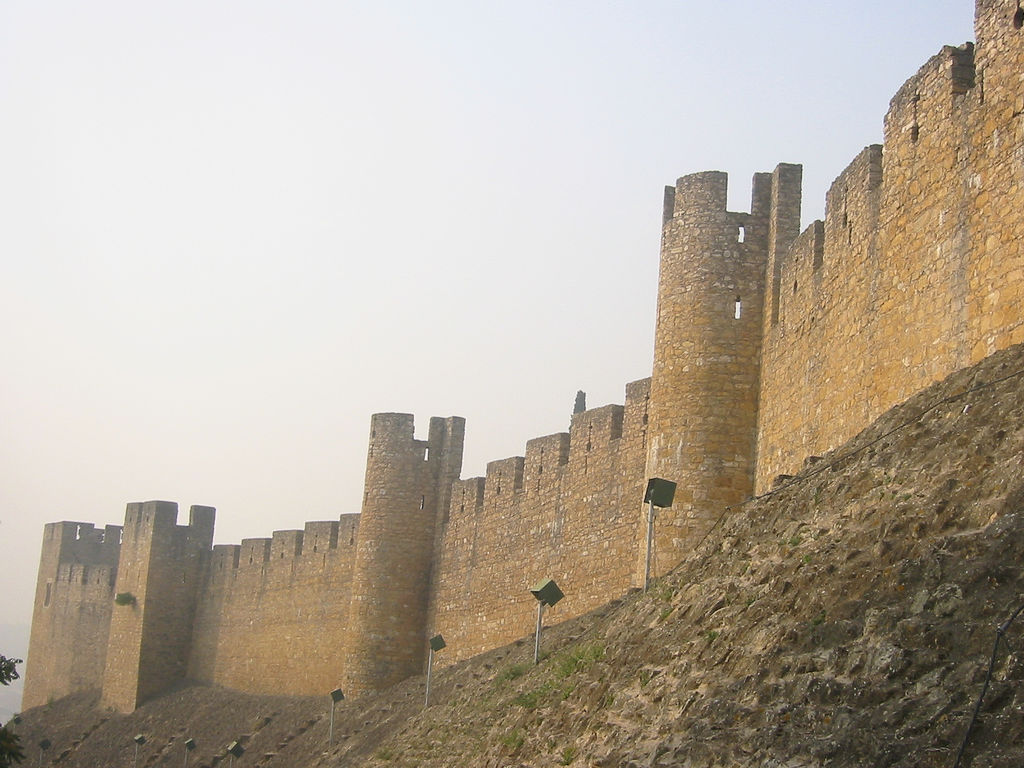
Muralhas do Castelo de Tomar com dois cubelos semi-circulares.

Um cubelo (de cubo ou cuba), em arquitectura militar, designa um torreão de planta circular ou semi-circular, com a função de reforço de uma muralha numa cerca ou num castelo medieval.
As torres de planta circular, como também poligonal, permitiam a diversificação dos ângulos de disparo para os defensores. Além disso, as superfícies curvas eram mais propensas a desviar os projécties disparados pelos inimigos, que tendem a resvalar na superfície dos cubelos. Nos torreões de planta quadrada ou rectangular, os cunhais (cantos) eram pontos frágeis. Outra vantagem dos cubelos era que necessitavam menos pedra para sua construção, ou seja, eram mais econômicos.
Em Portugal, os cubelos tornaram-se comuns a partir do século XIV como parte do chamado castelo gótico. Foram particularmente empregados no Alentejo, onde a pedra é de consistência fraca. É possível que esse tipo de torre tenha chegado às fortificações portuguesas por influência da arquitetura militar muçulmana.
Além do uso específico como torre circular, às vezes o termo cubelo é utilizado para qualquer torre de reforço de muralhas, de qualquer planta.
Em heráldica, cubelo designa uma torre sem ameias.